# Anežka Braniborská
Anežka Braniborská dánsky Agnes af Brandenburg, 1257 – 29. září 1304) byla jako manželka dánského krále Erika Klippinga dánskou královnou v letech 1273–1286.

## Biografie

### Původ, mládí
Anežka se narodila jako dcera braniborského markraběte Jana I. (1213–1266) a jeho manželky Juty Saské (oba náleželi k askánské dynastii).

### Manželství a potomci
1. listopadu roku 1273 se ve Šlesviku provdala za dánského krále Erika Klippinga, kterého znala odedávna, neboť byl v dětství více než tři roky rukojmím na dvoře jejího otce. Jedním z podmínek osvobození mladého krále byl závazek pojmout za manželku – podle tradice bez věna – právě Anežku.
Potomci z manželství s Erikem Klippingem:
- Erik (1274 – 13. listopadu 1319), pozdější dánský král Erik Menved;
- Kryštof (1276 – 2. srpna 1332), pozdější dánský král Kryštof II.;
- Valdemar († cca 1304);
- Markéta, pozdější švédská královna, manželka švédského krále Birgera Magnussona;
- Richeza († 1308);
- Kateřina (zemřela jako dítě);
- Alžběta (zemřela jako dítě).

Poté, co byl král zavražděn byla Anežka v letech 1286–1293 regentkou země ve jménu svého neplnoletého prvorozeného syna Erika Menveda. Její regentství skončilo v roce 1293, kdy Erik dosáhl dospělosti. Téhož roku se provdala za holštýnského hraběte Gerharda II. ze Schauenburgu, hraběte z Holstein-Plön (Gerharda II. Slepého, 1252/54–1312). Často však Dánsko navštěvovala.
Potomci u manželství s Gerhardem II. ze Schauenburgu:
- Jan III., hrabě z Holstein-Plön (cca 1297–1359)
- Gerhard IV. z Schauenburgu, hrabě z Holstein-Plön, † cca 1323
- Valdemar ze Schauenburgu, † cca 1308
- Kateřina ze Schauenburgu, † před 23. květnem 1300

### Smrt a místo posledního odpočinku
Anežka zemřela 29. září 1304 a byla pohřbena v kostele sv. Benedikta z Nursie v klášteře v Ringstedu.